# Gruombajauratj
Gruombajauratj är en sjö i Arjeplogs kommun i Lappland och ingår i Skellefteälvens huvudavrinningsområde. Sjön har en area på 0,135 kvadratkilometer och ligger 564,3 meter över havet.

## Delavrinningsområde
Gruombajauratj ingår i det delavrinningsområde (738935-154652) som SMHI kallar för Utloppet av Gruombajaure. Medelhöjden är 709 meter över havet och ytan är 25,16 kvadratkilometer. Räknas de 12 avrinningsområdena uppströms in blir den ackumulerade arean 234,61 kvadratkilometer. Tjidtjakjåkkå som avvattnar avrinningsområdet har biflödesordning 3, vilket innebär att vattnet flödar genom totalt 3 vattendrag innan det når havet efter 341 kilometer. Avrinningsområdet består mestadels av skog (45 procent) och kalfjäll (45 procent). Avrinningsområdet har 2,28 kvadratkilometer vattenytor vilket ger det en sjöprocent på 9 procent.